# Saint-Vincent-de-Durfort
Pour les articles homonymes, voir Saint-Vincent.
Saint-Vincent-de-Durfort est une commune française, située dans le département de l'Ardèche en région Auvergne-Rhône-Alpes.

## Géographie

### Situation et description
Le village de Saint-Vincent-de-Durfort, perché sur une colline, surplombe la vallée de l'Eyrieux. Le territoire communal est traversé par une petite rivière appelée le Boyon, affluent de l'Eyrieux. Situé près des Ollières, la commune est à :
- 10 kilomètres de Privas ;
- 30 kilomètres de Valence ;
- 40 kilomètres de Montélimar.

### Lieux-dits, hameaux et écarts
Saint-Vincent-de-Durfort est composé de plusieurs hameaux :
- Saint-Vincent-de-Durfort, chef-lieu communal, comprenant la mairie, l'église et le temple ;
- Bône ;
- Burg ;
- Gruas, le plus au sud ;
- le Chambon-de-Bavas, principal hameau qui a eu une école, aujourd'hui fermée, et près duquel se trouve un barrage et lac éponymes ;
- le Planas ;
- les Balanges ;
- les Terras, hameau le plus septentrional longeant l'ancienne voie ferrée ;
- Vaneilles ;
- les Pauzes ;
- le Riou du Merle  ;
- la Molière ;
- le Bois de Badel ;
- Chante-Grenouille,
- et quelques autres.

### Géologie et relief

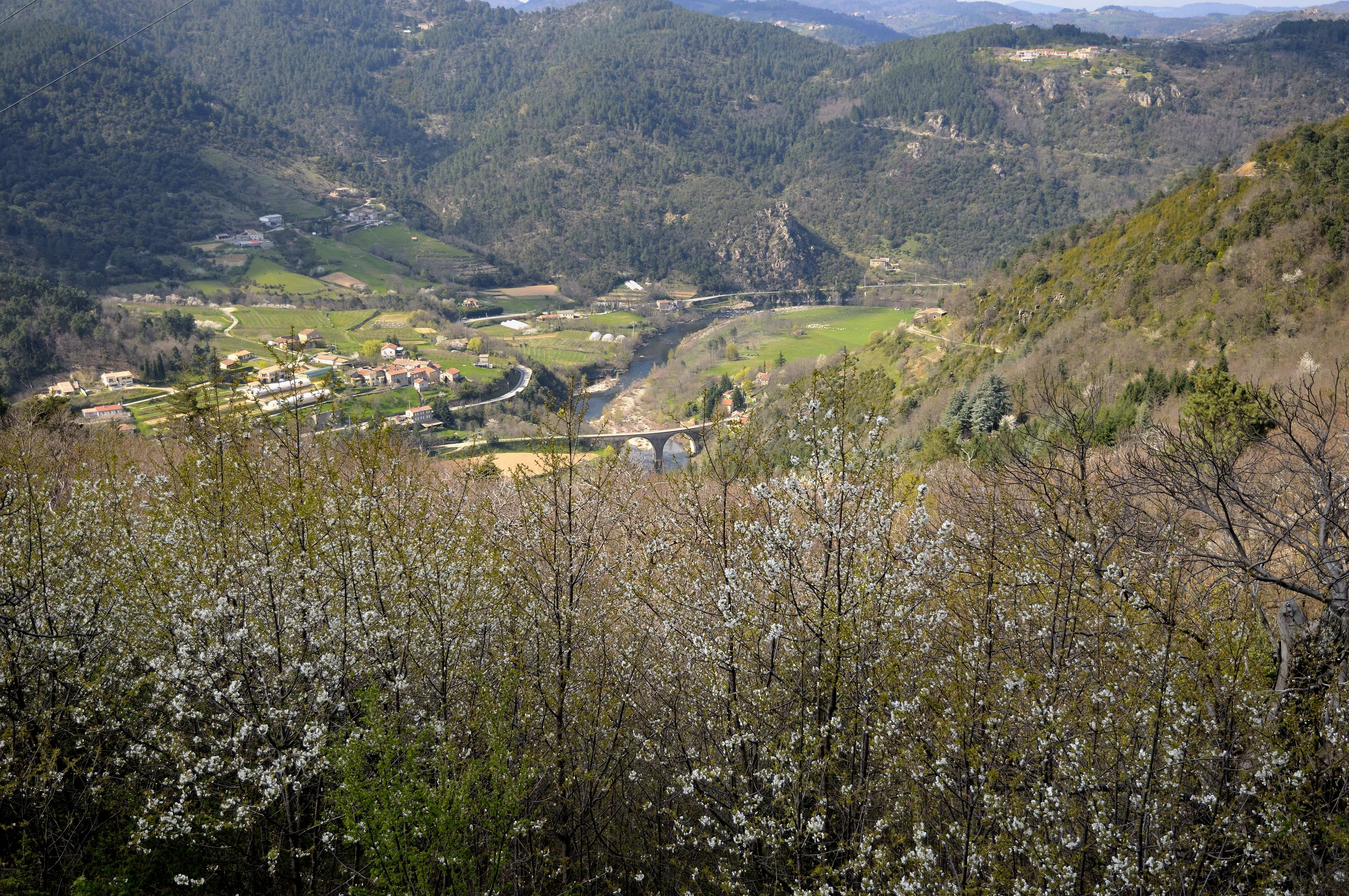
La vallée de l'Eyrieux.

### Climat
Pour des articles plus généraux, voir Climat d'Auvergne-Rhône-Alpes et Climat de l'Ardèche.
En 2010, le climat de la commune est de type climat méditerranéen altéré, selon une étude du CNRS s'appuyant sur une série de données couvrant la période 1971-2000. En 2020, Météo-France publie une typologie des climats de la France métropolitaine dans laquelle la commune est dans une zone de transition entre le climat de montagne et le climat méditerranéen et est dans la région climatique  Moyenne vallée du Rhône, caractérisée par un bon ensoleillement en été (fraction d’insolation > 60 %), une forte amplitude thermique annuelle (4 à 20 °C), un air sec en toutes saisons, orageux en été, des vents forts (mistral), une pluviométrie élevée en automne (250 à 300 mm). 
Pour la période 1971-2000, la température annuelle moyenne est de 12,2 °C, avec une amplitude thermique annuelle de 17,4 °C. Le cumul annuel moyen de précipitations est de 1 004 mm, avec 7 jours de précipitations en janvier et 5,2 jours en juillet. Pour la période 1991-2020, la température moyenne annuelle observée sur la station météorologique de Météo-France la plus proche, « Saint-Laurent Pape », sur la commune de Saint-Laurent-du-Pape à 10 km à vol d'oiseau, est de 13,6 °C et le cumul annuel moyen de précipitations est de 1 027,6 mm,. Pour l'avenir, les paramètres climatiques de la commune estimés pour 2050 selon différents scénarios d'émission de gaz à effet de serre sont consultables sur un site dédié publié par Météo-France en novembre 2022.

### Hydrographie
La partie septentrionale du territoire communal est longé par l'Eyrieux, un affluent en rive droite du Rhône.

## Urbanisme

### Typologie
Au 1er janvier 2024, Saint-Vincent-de-Durfort est catégorisée commune rurale à habitat dispersé, selon la nouvelle grille communale de densité à 7 niveaux définie par l'Insee en 2022.
Elle est située hors unité urbaine. Par ailleurs la commune fait partie de l'aire d'attraction de Privas, dont elle est une commune de la couronne,. Cette aire, qui regroupe 24 communes, est catégorisée dans les aires de moins de 50 000 habitants,.

### Occupation des sols
L'occupation des sols de la commune, telle qu'elle ressort de la base de données européenne d’occupation biophysique des sols Corine Land Cover (CLC), est marquée par l'importance des forêts et milieux semi-naturels (80,7 % en 2018), une proportion sensiblement équivalente à celle de 1990 (81,2 %). La répartition détaillée en 2018 est la suivante : 
forêts (76 %), prairies (14,7 %), milieux à végétation arbustive et/ou herbacée (4,7 %), zones agricoles hétérogènes (4,6 %).
L'évolution de l’occupation des sols de la commune et de ses infrastructures peut être observée sur les différentes représentations cartographiques du territoire : la carte de Cassini (XVIIIe siècle), la carte d'état-major (1820-1866) et les cartes ou photos aériennes de l'IGN pour la période actuelle (1950 à aujourd'hui).

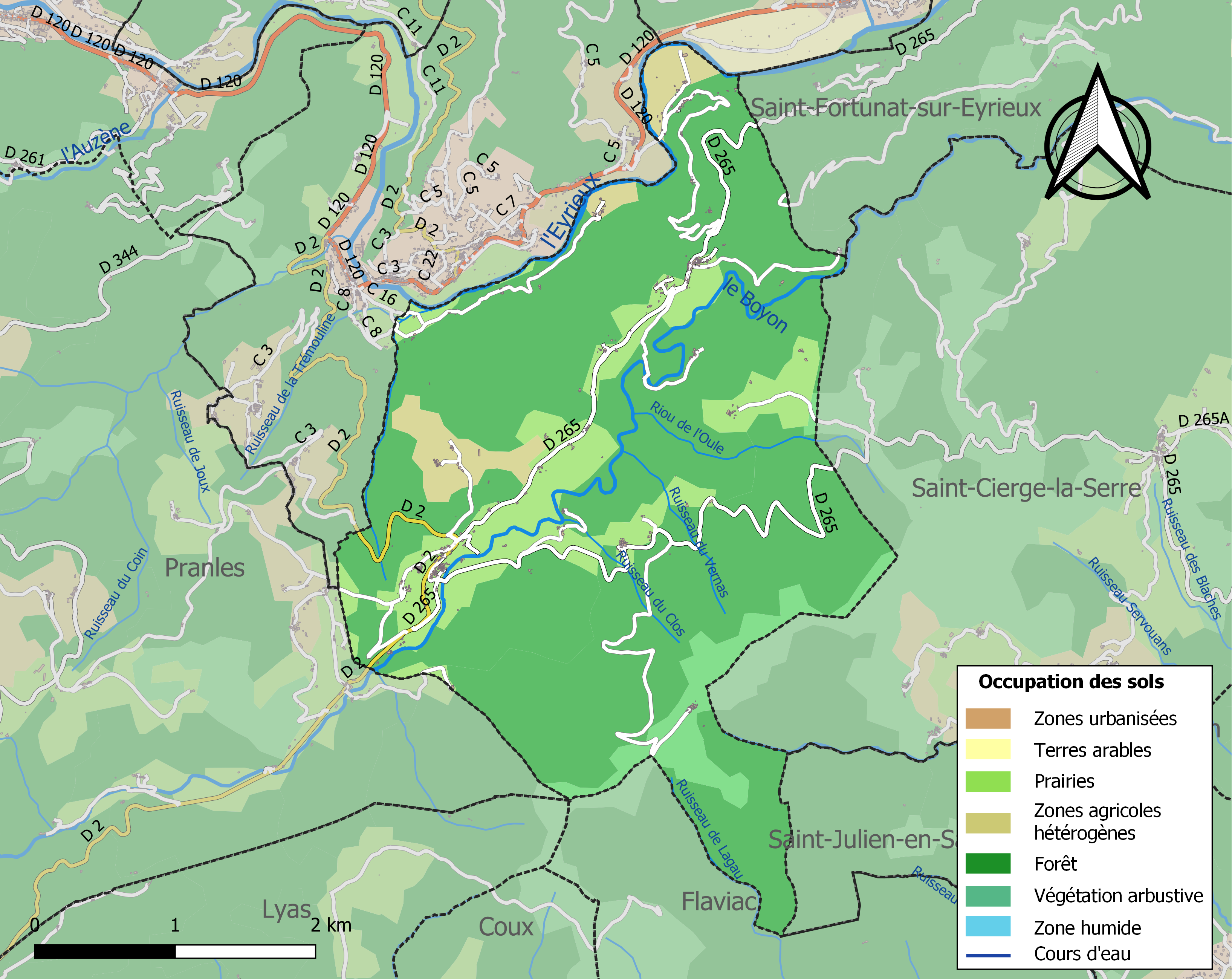
Carte des infrastructures et de l'occupation des sols de la commune en 2018 (CLC).

## Histoire
Saint-Vincent tient son nom du saint patron des vignerons.
Au début du siècle dernier, le village comptait cinq cafés.

### Évènements du 29 juin 1944
Après le regroupement des Maquisards le 6 juin 1944 au Col du Moulin à Vent (commune de Pranles, sur la D2 entre Privas et les Ollières sur Eyrieux) et leur installation le long des hameaux sur la D2, les Allemands font un premier raid le 21 juin en vue d'accéder au Cheylard, quartier général de la Résistance ardéchoise. Ils sont repoussés avec une ou deux pertes, les Allemands à Privas n'ont pas de groupes de combat, seulement des administratifs, le plus proche groupe est à Viviers, détachement de la tristement célebre Division Brandebourg, cantonné à Pont-Saint-Esprit.
Conséquence probable, les Allemands qui encadrent un contingent azerbaidjanais reviennent en force le 29 juin avec l'aide de l'aviation qui bombarde Saint Vincent et les Ollieres.
A Pranles,  un premier viol, celui de Paulette Davin, 21 ans qui en décédera peu après, un monument sera élevé au bord de la D2.
Sur la commune de Saint-Vincent, au gros hameau du Chambon de Bavas, à l'arrivée des Allemands, les habitants se réfugient dans les caves pendant que le pillage commence. A la demande des habitants, Maurice Magendie, professeur de faculté de Strasbourg alors replié à Clermont-Ferrand, lui même réfugié à Saint-Vincent, parlant allemand se rend auprès des Allemands pour "parlementer". Etant venus auprès d'eux avec une forte somme d'argent, il est torturé et mis à mort. Il est reconnu "Mort pour la France".
Les Allemands continuent sur leur lancée avec les Ollieres, Saint-Julien-en-Saint-Alban, Flaviac, Rompon.
Si aucun autre meurtre n'est commis ce jour là, par contre des vols et une cinquantaine de viols seront commis sur toutes les communes traversées.
Il n'y aura aucune poursuite après guerre, par contre la plupart des "Azerbaidjanais" se rendront et seront renvoyés en URSS et déportés au Goulag.
Saint-Vincent sera de nouveau bombardé plus tard sans intervention au sol.

## Politique et administration

### Liste des maires
| Période                                  | Période      | Identité               | Étiquette | Qualité     |
| ---------------------------------------- | ------------ | ---------------------- | --------- | ----------- |
| Les données manquantes sont à compléter. |              |                        |           |             |
| avant 1968                               | ?            | Marc Autrand           | PSU       | Agriculteur |
|                                          |              | Roland Roucaute        |           |             |
|                                          |              | Corine Esclaine        |           |             |
| juin 1995                                | 2014         | Roland Roucaute        |           |             |
| 2014                                     | 2020         | Éliane Bordigoni       | SE        | Retraitée   |
| 2020                                     | en cours2020 | Anne Terrot Dontenwill |           |             |

## Population et société

### Démographie
L'évolution du nombre d'habitants est connue à travers les recensements de la population effectués dans la commune depuis 1793. Pour les communes de moins de 10 000 habitants, une enquête de recensement portant sur toute la population est réalisée tous les cinq ans, les populations de référence des années intermédiaires étant quant à elles estimées par interpolation ou extrapolation. Pour la commune, le premier recensement exhaustif entrant dans le cadre du nouveau dispositif a été réalisé en 2005.

En 2022, la commune comptait 272 habitants, en évolution de +17,75 % par rapport à 2016 (Ardèche : +2,48 %, France hors Mayotte : +2,11 %).
| 1793 | 1800 | 1806 | 1821 | 1831 | 1836 | 1841 | 1846 | 1851 |
| ---- | ---- | ---- | ---- | ---- | ---- | ---- | ---- | ---- |
| 574  | 622  | 656  | 605  | 695  | 709  | 713  | 757  | 791  |

| 1856 | 1861 | 1866 | 1872 | 1876 | 1881 | 1886 | 1891 | 1896 |
| ---- | ---- | ---- | ---- | ---- | ---- | ---- | ---- | ---- |
| 727  | 709  | 692  | 684  | 661  | 593  | 603  | 621  | 587  |

| 1901 | 1906 | 1911 | 1921 | 1926 | 1931 | 1936 | 1946 | 1954 |
| ---- | ---- | ---- | ---- | ---- | ---- | ---- | ---- | ---- |
| 574  | 572  | 446  | 415  | 371  | 351  | 368  | 354  | 295  |

| 1962 | 1968 | 1975 | 1982 | 1990 | 1999 | 2005 | 2006 | 2010 |
| ---- | ---- | ---- | ---- | ---- | ---- | ---- | ---- | ---- |
| 230  | 189  | 159  | 141  | 163  | 213  | 207  | 207  | 244  |

| 2015 | 2020 | 2022 | - | - | - | - | - | - |
| ---- | ---- | ---- | - | - | - | - | - | - |
| 234  | 269  | 272  | - | - | - | - | - | - |

### Enseignement
La commune est rattachée à l'académie de Grenoble.

### Médias
La commune est située dans la zone de distribution de deux organes de la presse écrite :
- L'Hebdo de l'Ardèche

Il s'agit d'un journal hebdomadaire français basé à Valence et couvrant l'actualité de tout le département de l'Ardèche.
- Le Dauphiné libéré

Il s'agit d'un journal quotidien de la presse écrite française régionale distribué dans la plupart des départements de l'ancienne région Rhône-Alpes, notamment l'Ardèche. La commune est située dans la zone d'édition de Privas-Vallée du Rhône.

### Cultes
L'église (propriété de la commune) et la communauté catholique de Saint-Vincent-de-Durfort sont rattachées à la paroisse catholique de « Sacré Cœur en Val d’Eyrieux », elle même rattachée au diocèse de Viviers.

## Culture locale et patrimoine

### Patrimoine religieux
- L'église Saint-Vincent de Saint-Vincent-de-Durfort datant du XIIIe ou XIVe siècle. Un ancien temple qui aujourd'hui sert de lieu culturel avec des expositions d'artistes locaux.
- Temple protestant de Saint-Vincent-de-Durfort.

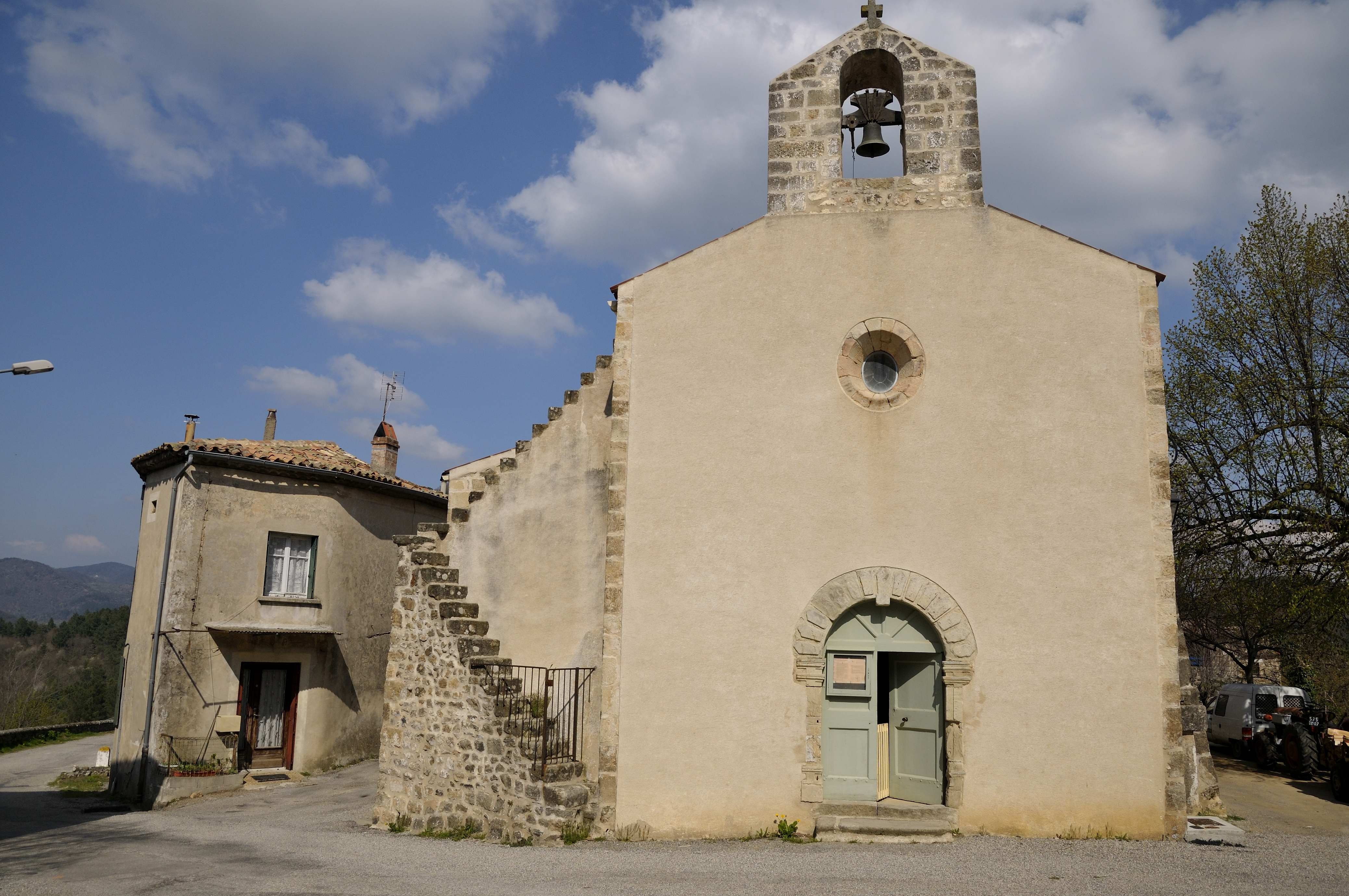
L'église.

### Lieux et monuments
La place du village, appelée Jardinon, lieu de vie et d'échange adossé à l'église, récemment rénovée. Le Jardinon est le lieu où se déroulent les fêtes du village.

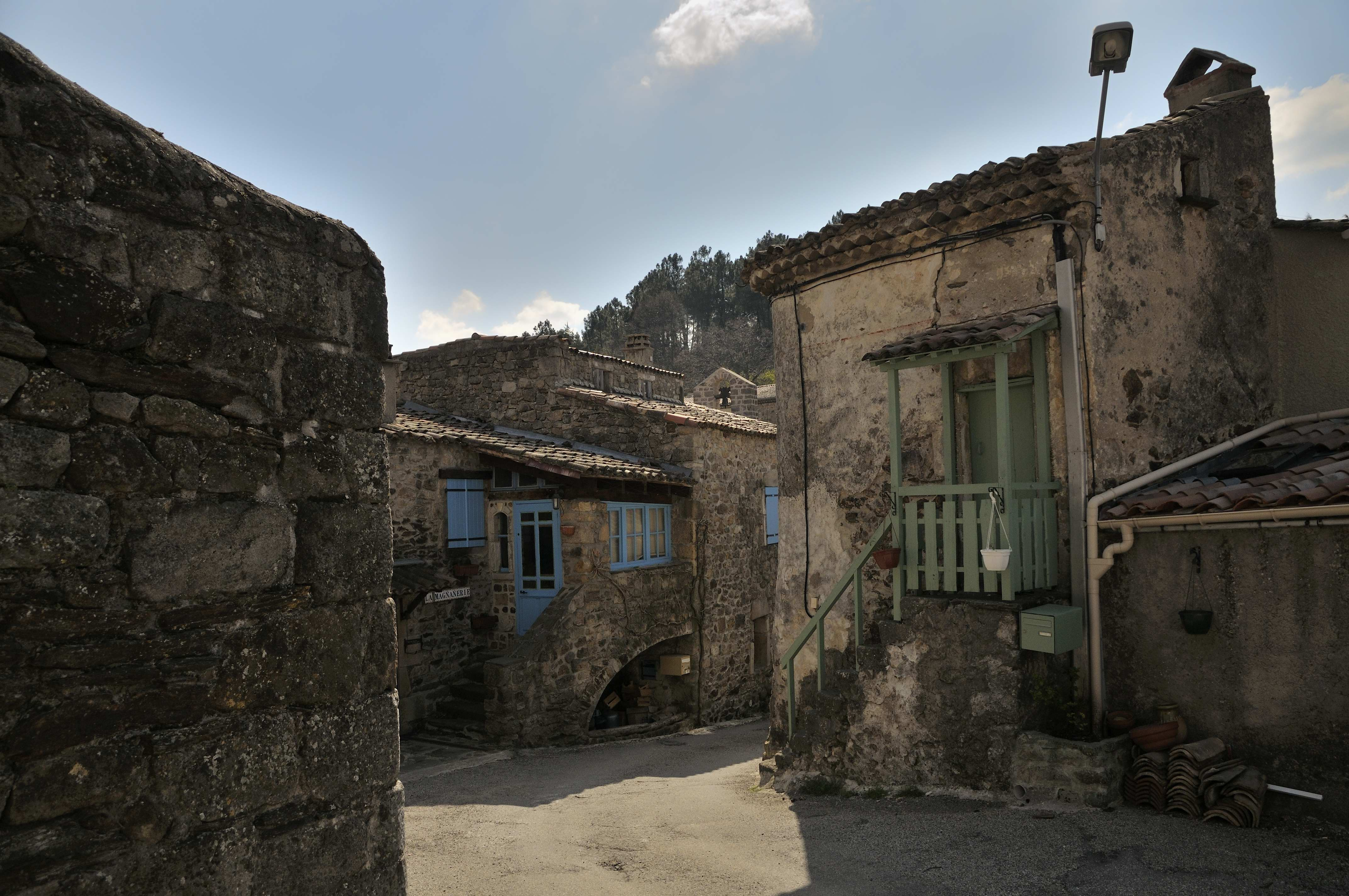
Ruelle du village.

Un barrage sur le Boyon forme un lac au Chambon de Bavas. Ce lac est apprécié par les amateurs de pêche.
La commune possède de nombreux sentiers de randonnée balisés.
Les ruines du château non loin du village, accessible à pied.

### Héraldique
|  | Saint-Vincent-de-Durfort possède des armoiries dont l'origine et le blasonnement exact ne sont pas disponibles. |